# Castillo de Schengen
El Castillo de Schengen (en luxemburgués: Schlass Schengen; en francés: Château de Schengen) está situado en el pueblo de Schengen en el sureste de Luxemburgo cerca de las fronteras con Francia y Alemania. Data de 1390, pero fue casi completamente reconstruido en el siglo XIX, siendo ahora un hotel y centro de conferencias. 
El castillo del siglo XIV fue derribado por el industrial Jean-Nicolas Collart en 1812 que construyó una mansión residencial en su lugar. Todo lo que quedaba del edificio medieval fue su torre central ronda.